# SmithKline Beckman
Smithkline Beckman Corp. è stata una casa farmaceutica statunitense con sede a Filadelfia. Fondata nel 1830, fu attiva fino al 1989, quando si fuse con Beecham Group per dare origine alla SmithKline Beecham.

## Storia
Le origini risalgono al 1830, quando John K. Smith († 1845), figlio di immigrati tedeschi, assieme al cognato John Gilbert, aprì al 296 di North Second Street in Filadelfia, Pennsylvania, la farmacia Smith & Gilbert. Oltre agli estratti di produzione, elisir, sciroppi, compresse e pillole, la farmacia vendette una varietà di prodotti di consumo, tra cui la vernice, olio per vernici, prodotti chimici, vetri per finestre e fiale. Nel 1837, Gilbert lasciò la società, e nel 1841, entrò George K. Smith (1810-1864), fratello minore di John, che diedero vita ad una nuova società denominata John K. Smith & Company.
Nel 1845 morì John K. Smith, e l'attività passò in totale possesso del fratello George che perciò mutò la denominazione in George Smith & Company. Durante la guerra messico-statunitense del 1846-48, Smith fornì con i suoi medicinali l'esercito americano. I farmaci prodotti dall'attività di Smith - che aveva aperto un secondo negozio nel 1855 - conobbero una rapida diffusione anche grazie alla notevole opera di pubblicizzazione fatta da un suo dipendente, il contabile Mahlon Kline (1846-1909). Kline, che dello Smith era anche il nipote, entrò in società nel 1865, alla morte dello Smith, ed assunta la direzione nel 1875, cambiò denominazione in Smith, Kline & Company.
Nel 1887, la SK, in forte espansione, raggiunse un fatturato di 700.000 dollari, e nel 1888, rilevò ed assorbì la casa farmaceutica French, Richards & Company. Nel 1891, a seguito della morte di Clayton French, fondatore della FR & Co., quest'ultima venne liquidata, e la società controllante assunse la denominazione Smith, Kline & French Company. La nuova azienda, oltre a continuare la produzione di farmaci, diversificò le attività con la produzione e la commercializzazione di beni di consumo per la cura e l'igiene personale.
Durante la prima guerra mondiale la SKF fornì, tra gli altri farmaci, 50.000 bottiglie di alcool aromatico di ammoniaca alle truppe statunitensi. I farmaci Smith, Kline & Company erano anche indispensabili nella guerra contro l'epidemia di influenza sul fronte interno. Anche se un terzo dei loro dipendenti soffriva dell'epidemia, l'azienda distribuiva in modo efficiente il farmaco.
Nel 1925, venne fondato il laboratorio di ricerca della SKF da parte del chimico Fred P. Nabenhauer; nel 1929, l'azienda di Filadelfia rilevò ed assorbì un'altra casa farmaceutica della città, la V. H. Smith & Co.. All'inizio degli anni trenta, la SKF fu sul punto di rilasciare una nuova linea di prodotti farmaceutici: nel 1932, la Benzedine Inhaler, un inalatore nasale, introdotto sul mercato, e nel 1936 le vendite dell'azienda furono comprese tra 8 e 9 milioni di dollari; nel 1944, venne rilasciato Dexedrine, un'anfetamina modificata; nel 1954, la Smith, Kline & French lanciò il primo psicofarmaco a base di clorpromazina, il Thorazine, sviluppato nei suoi laboratori una ricerca fatta in precedenza dalla Rhone-Poulenc, un produttore farmaceutico francese.
Nonostante le innovative produzioni di psicofarmaci, la SKF, tra gli anni cinquanta e sessanta conobbe un periodo di crisi, dovuto al calo delle vendite. Divenuta SmithKline Corporation nel 1973, al vertice della società si insediarono Henry Wendt e Robert F. Dee, con i quali l'azienda statunitense si riprese grazie agli investimenti in ricerca e sviluppo, e al potenziamento della struttura di vendita all'estero. Particolare successo commerciale della nuova SmithKline fu rappresentato dal lancio del Tagamet nel 1978, un farmaco a base di cimetidina per il trattamento di ulcera e di altri disturbi gastrici. Nel 1980, la SmithKline rilevò due aziende, la Humphrey Instruments, produttrice di dispositivi per l'oftalmologia e l'optometria, e la Allergan Pharmaceuticals, produttrice di farmaci e prodotti per il trattamento dei disturbi oculari.
Nel 1982, la SmithKline acquisì il controllo della Beckman Instruments Inc., azienda produttrice di dispositivi per la diagnostica, e poco dopo le due entità si fusero per dare origine alla SmithKline Beckman Corporation.
Nel 1989, la SmithKline Beckman si fuse con la multinazionale farmaceutica britannica Beecham Group, per dare origine alla SmithKline Beecham, con sede a Londra.

## Informazioni e dati
La SmithKline Beckman Corporation, con sede a Filadelfia, era una delle maggiori imprese statunitensi del settore farmaceutico. Il Gruppo operava attraverso quattro sussidiarie: Smith, Kline & French Laboratories, Allergan Pharmaceuticals, Inc., Beckman Instruments, Inc. e Humphrey Instruments Inc.
SKB era presente oltre che negli Stati Uniti, anche in Europa, Americhe, Africa, Asia e Oceania, e possedeva filiali nei seguenti paesi: Argentina, Australia, Austria, Belgio, Bermuda, Brasile, Canada, Cile, Colombia, Filippine, Francia, Germania Ovest, Giappone, Hong Kong, Irlanda, Messico, Nuova Zelanda, Nigeria, Paesi Bassi, Panama, Regno Unito, Spagna, Sudafrica, Svezia, Svizzera e Venezuela.
Al 1987 contava circa 36.300 dipendenti e realizzava un fatturato di 3,2 miliardi dollari; il 48% delle vendite complessive era dovuto al Tagamed.